# NGC 4423
NGC 4423 је спирална галаксија у сазвежђу Девица која се налази на NGC листи објеката дубоког неба.
Деклинација објекта је + 5° 52' 49" а ректасцензија 12h 27m 9,1s. Привидна величина (магнитуда) објекта NGC 4423 износи 13,7 а фотографска магнитуда 14,3. Налази се на удаљености од 23,0000 милиона парсека од Сунца. NGC 4423 је још познат и под ознакама UGC 7556, MCG 1-32-65, CGCG 42-107, VCC 971, IRAS 12246+0609, PGC 40801.